# Барри (округ, Мичиган)
Ба́рри (англ. Barry County) — округ в штате Мичиган, США. Официально образован 29 апреля 1829 года. По состоянию на 2010 год, численность населения составляла 59 173 человек.

## География
По данным Бюро переписи США, общая площадь округа равняется 1 494,431 км2, из которых 1 432,271 км2 суша и 62,160 км2 или 4,200 % это водоёмы.

## Население
По данным переписи населения 2000 года в округе проживает 56 755 жителей в составе 21 035 домашних хозяйств и 15 986 семей. Плотность населения составляет 39,00 человек на км2. На территории округа насчитывается 23 876 жилых строений, при плотности застройки около 17,00-ти строений на км2. Расовый состав населения: белые — 97,39 %, афроамериканцы — 0,24 %, коренные американцы (индейцы) — 0,46 %, азиаты — 0,27 %, гавайцы — 0,01 %, представители других рас — 0,50 %, представители двух или более рас — 1,12 %. Испаноязычные составляли 1,46 % населения независимо от расы.
В составе 35,20 % из общего числа домашних хозяйств проживают дети в возрасте до 18 лет, 64,10 % домашних хозяйств представляют собой супружеские пары проживающие вместе, 7,70 % домашних хозяйств представляют собой одиноких женщин без супруга, 24,00 % домашних хозяйств не имеют отношения к семьям, 19,50 % домашних хозяйств состоят из одного человека, 7,70 % домашних хозяйств состоят из престарелых (65 лет и старше), проживающих в одиночестве. Средний размер домашнего хозяйства составляет 2,68 человека, и средний размер семьи 3,06 человека.
Возрастной состав округа: 27,20 % моложе 18 лет, 7,50 % от 18 до 24, 29,00 % от 25 до 44, 24,60 % от 45 до 64 и 24,60 % от 65 и старше. Средний возраст жителя округа 37 лет. На каждые 100 женщин приходится 99,70 мужчин. На каждые 100 женщин старше 18 лет приходится 98,80 мужчин.
Средний доход на домохозяйство в округе составлял 46 820 USD, на семью — 51 794 USD. Среднестатистический заработок мужчины был 38 991 USD против 26 387 USD для женщины. Доход на душу населения составлял 20 636 USD. Около 3,90 % семей и 5,50 % общего населения находились ниже черты бедности, в том числе — 5,90 % молодежи (тех, кому ещё не исполнилось 18 лет) и 5,90 % тех, кому было уже больше 65 лет.